# بیدژخوو (استان اشوی‌داشکسیه)
بیدژخوو (به لهستانی: Biedrzychów) یک منطقهٔ مسکونی در لهستان است که در گمینا اوژاروو واقع شده‌است. بیدژخوو ۷۸ نفر جمعیت دارد.